# Pokrzydowo (gmina)
Pokrzydowo – dawna gmina wiejska istniejąca w latach 1934–1954 w woj. pomorskim/bydgoskim (dzisiejsze woj. kujawsko-pomorskie). Siedzibą władz gminy było Pokrzydowo.
Gmina zbiorowa Pokrzydowo została utworzona 1 sierpnia 1934 roku w powiecie brodnickim w woj. pomorskim z dotychczasowych jednostkowych gmin wiejskich: Bachotek, Czystebłota, Jajkowo, Kąciki, Pokrzydowo, Szafarnia i Świecie (oraz z obszarów dworskich położonych na tych terenach lecz nie wchodzących w skład gmin). 
Po wojnie gmina zachowała przynależność administracyjną. 6 lipca 1950 roku zmieniono nazwę woj. pomorskiego na bydgoskie. Według stanu z dnia 1 lipca 1952 roku gmina składała się z 8 gromad: Bachotek, Czystebłota, Jajkowo, Kąciki, Pokrzydowo, Szafarnia, Świecie i Zastawie. Gmina została zniesiona 29 września 1954 roku wraz z reformą wprowadzającą gromady w miejsce gmin. Jednostki nie przywrócono 1 stycznia 1973 roku po reaktywowaniu gmin.